# Kanton Plancoët
Plancoët is een kanton van het Franse departement Côtes-d'Armor. Het kanton maakt deel uit van het arrondissement Dinan.

## Gemeenten
Het kanton Plancoët omvatte tot 2014 de volgende 9 gemeenten:
- Bourseul
- Corseul
- Créhen
- Landébia
- Languenan
- Plancoët (hoofdplaats)
- Pléven
- Pluduno
- Saint-Lormel

Bij de herindeling van de kantons door het decreet van 13 februari 2014, met uitwerking op 22 maart 2015 werden daar de volgende 9 gemeenten aan toegevoegd:
- La Landec
- Languédias
- Plélan-le-Petit
- Plorec-sur-Arguenon
- Saint-Jacut-de-la-Mer
- Saint-Maudez
- Saint-Méloir-des-Bois
- Saint-Michel-de-Plélan
- Trébédan